# Grand Prix de Futsal de 2009
O Grand Prix de Futsal de 2009 é a quinta edição do torneio realizado anualmente no Brasil e que conta com algumas seleções de destaque do cenário internacional do futsal.

## Primeira fase

### Grupo A
| Pos. | Seleção    | Pts | J | V | E | D | GP | GC | SG  |
| ---- | ---------- | --- | - | - | - | - | -- | -- | --- |
| 1    | Brasil     | 9   | 3 | 3 | 0 | 0 | 29 | 3  | +26 |
| 2    | Chéquia    | 4   | 3 | 1 | 1 | 1 | 12 | 15 | -3  |
| 3    | Peru       | 3   | 3 | 1 | 0 | 2 | 7  | 20 | -13 |
| 4    | Moçambique | 1   | 3 | 0 | 1 | 2 | 8  | 18 | -10 |

### Grupo B
| Pos. | Seleção    | Pts | J | V | E | D | GP | GC | SG |
| ---- | ---------- | --- | - | - | - | - | -- | -- | -- |
| 1    | Irão       | 7   | 3 | 2 | 1 | 0 | 11 | 6  | 5  |
| 2    | Roménia    | 6   | 3 | 2 | 0 | 1 | 9  | 9  | 0  |
| 3    | Costa Rica | 4   | 3 | 1 | 1 | 1 | 6  | 7  | -1 |
| 4    | Uruguai    | 0   | 3 | 0 | 0 | 3 | 5  | 9  | -4 |

### Grupo C
| Pos. | Seleção   | Pts | J | V | E | D | GP | GC | SG |
| ---- | --------- | --- | - | - | - | - | -- | -- | -- |
| 1    | Paraguai  | 6   | 3 | 2 | 0 | 1 | 11 | 10 | 1  |
| 2    | Guatemala | 6   | 3 | 2 | 0 | 1 | 12 | 14 | -2 |
| 3    | Hungria   | 4   | 3 | 1 | 1 | 1 | 10 | 7  | 3  |
| 4    | Angola    | 1   | 3 | 0 | 1 | 2 | 7  | 9  | -2 |

### Grupo D
| Pos. | Seleção   | Pts | J | V | E | D | GP | GC | SG |
| ---- | --------- | --- | - | - | - | - | -- | -- | -- |
| 1    | Argentina | 9   | 3 | 3 | 0 | 0 | 11 | 5  | 6  |
| 2    | Ucrânia   | 4   | 3 | 1 | 1 | 1 | 7  | 5  | 2  |
| 3    | Venezuela | 2   | 3 | 0 | 2 | 1 | 8  | 11 | -3 |
| 4    | Equador   | 1   | 3 | 0 | 1 | 2 | 6  | 11 | -5 |

## Segunda fase

### Decisão de 9º até 16º colocado
| 2 de Julho | 13:00 | Costa Rica | - | Equador | 4–3 | () |

| 2 de Julho | 15:00 | Hungria | - | Moçambique | 3–1 | () |

| 2 de Julho | 17:00 | Venezuela | - | Uruguai | 7–3 | () |

| 2 de Julho | 13:00 | Peru | - | Angola | 4–2 | () |

### Quartas de finais
| 2 de Julho | 15:00 | Argentina | - | Roménia | 3–3 | (Romênia 4x2 nos pênaltis) |

| 2 de Julho | 17:00 | Brasil | - | Guatemala | 8–2 | () |

| 2 de Julho | 19:00 | Paraguai | - | Chéquia | 3–3 | (Republica Tcheca 4x2 nos pênaltis) |

| 2 de Julho | 19:00 | Irão | - | Ucrânia | 1–1 | (Irã 5x3 nos pênaltis) |

### Confrontos do 5º a 8º
| 3 de Julho | 14:00 | Argentina | - | Guatemala | 3–0 | () |

| 3 de Julho | 16:00 | Ucrânia | - | Paraguai | 4–2 | () |

### Confrontos do 9º a 12º
| 3 de Julho | 18:00 | Peru | - | Venezuela | 3–4 | () |

| 3 de Julho | 20:00 | Costa Rica | - | Hungria | 5–2 | () |

### Confrontos do 13º a 16º
| 3 de Julho | 14:00 | Angola | - | Uruguai | 3–5 | () |

| 3 de Julho | 16:00 | Equador | - | Moçambique | 2–4 | () |

## Semi final
| 3 de Julho | 18:00 | Irão | - | Chéquia | 4–4 | (Irã 4x1 nos penaltis) |

| 3 de Julho | 20:00 | Brasil | - | Roménia | 12–0 | () |

### 15º Colocação
| 4 de Julho | 13:00 | Angola | - | Equador | 2–3 | () |

### 13º Colocação
| 4 de Julho | 15:00 | Uruguai | - | Moçambique | 6–3 | () |

### 11º Colocação
| 4 de Julho | 17:00 | Peru | - | Hungria | 3–2 | () |

### 9º Colocação
| 4 de Julho | 19:00 | Venezuela | - | Costa Rica | 3–2 | () |

### 7º Colocação
| 4 de Julho | 13:00 | Guatemala | - | Paraguai | 6–4 | () |

### 5º Colocação
| 4 de Julho | 15:00 | Argentina | - | Ucrânia | 1–1 | (Argentina 4x3 nos penaltis) |

### 3º Colocação
| 4 de Julho | 17:00 | Roménia | - | Chéquia | 4–2 | () |

## Final
| 5 de Julho | 10:30 | Brasil | - | Irão | 7–1 | () |

## Colocações finais
| 1  | Brasil     |
| 2  | Irão       |
| 3  | Roménia    |
| 4  | Chéquia    |
| 5  | Argentina  |
| 6  | Ucrânia    |
| 7  | Guatemala  |
| 8  | Paraguai   |
| 9  | Venezuela  |
| 10 | Costa Rica |
| 11 | Peru       |
| 12 | Hungria    |
| 13 | Uruguai    |
| 14 | Moçambique |
| 15 | Equador    |
| 16 | Angola     |